# 新郵政

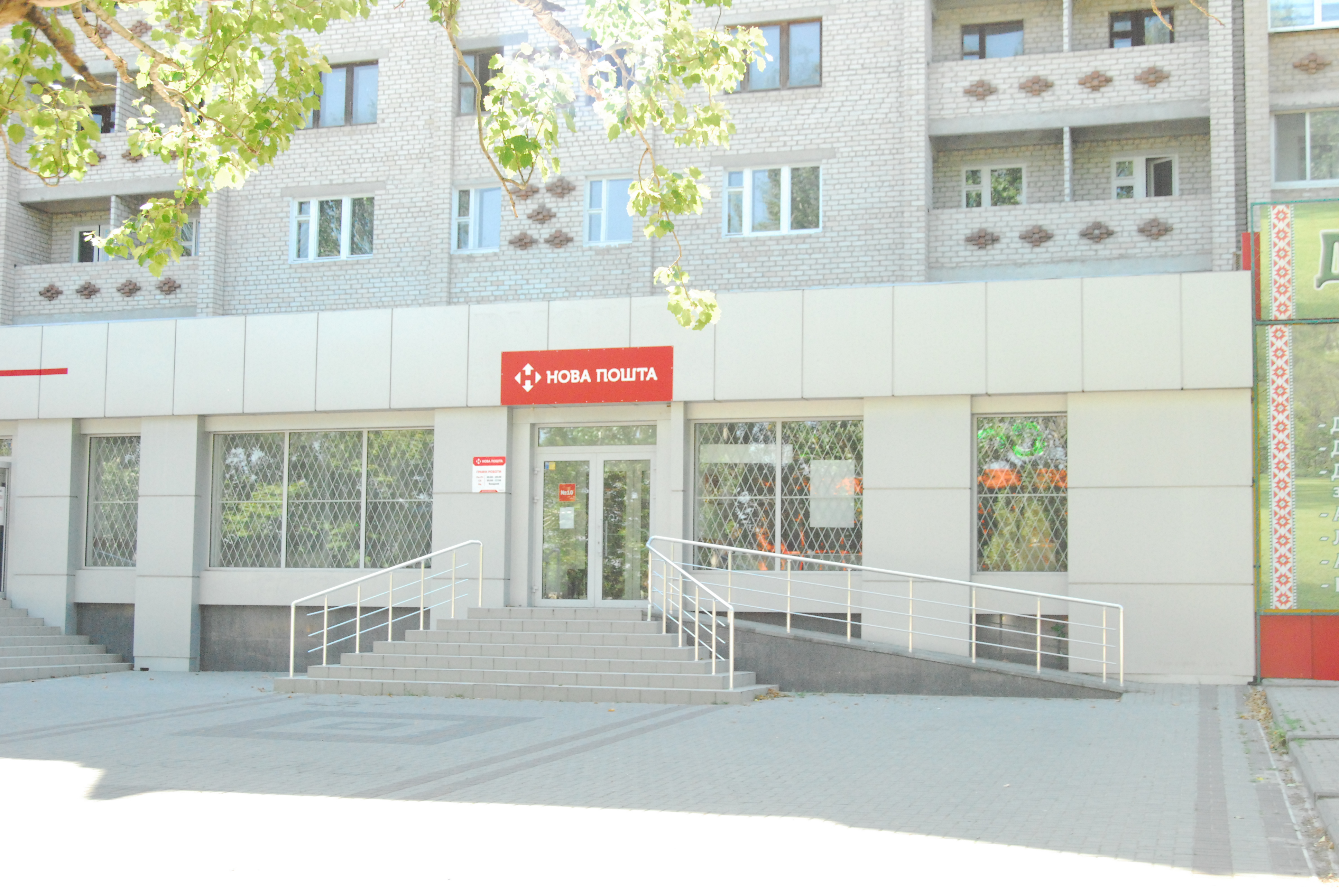
位於梅利托波爾的分部

新郵政（羅馬化：Nova Poshta）是一家烏克蘭私營郵政和快遞公司，為個人和企業提供物流及相關服務，創立於2001年。與國有的烏克蘭郵政局並稱「烏克蘭快遞和電子商務市場的兩大領導者」。

## 外部連結
- 官方網站 （页面存档备份，存于）